# アクアス・エンターテインメント
アクアス・エンターテインメント（AQUAS ENTERTAINMENT）は、東京都渋谷区渋谷3丁目に所在する日本の映像制作会社。芸能プロダクション。キャスティング会社。かつては主にU-15、ジュニアアイドルが所属(ティーンアイドル専門)していた。
2016年前後からプロダクション業務から映像制作会社へと業務をシフトしており、「SmashTV.」の屋号を使用している。同ブランドでは販売営業活動はスパイスビジュアルに委託している。

## 所属タレント

### 所属していたタレント
- 青木衣沙
- 赤坂沙絵
- 秋野結
- 彩音ちか
- 新井ひいな
- 安藤唯
- 石川琉那
- いとうみるく
- 伊東涼々夏
- 入江小春
- 上奈紗空
- 大川芽唯
- 大塚聖月
- 大槻かづね
- 岡田陽菜
- 加藤まりん
- 神谷紗英
- かんのもも
- 来生かほ
- 君嶋あこ
- 桐山こと
- 佐々木響
- 佐山みき
- 高杉果那
- 滝沢えな
- 西田れもん
- 初海りか
- 前田光璃
- 真島のあ
- 真中あずさ
- 水輝まりあ
- 水谷彩也加 - 2012年2月以降は長瀬麻美に改名してルピナスプロダクションに所属。
- 水谷瑠奈
- 宮崎くるみ
- 優希みなみ
- 由良マリカ
- 渡辺彩美奈

## 事業内容

### プロダクション業務
- DVD・写真集・雑誌・デジタルコンテンツ・携帯サイト等の企画・制作・プロデュース
- 芸能キャスティング・コーディネート業務 （グラビア・タレント・お笑い）
- テレビ番組・舞台・各種イベント等の企画・制作・プロデュース

### 制作業務
- WEBサイトの企画・設計・デザイン・運営
- ジャケット・チラシ・商業印刷物のデザイン
- 映像および写真撮影（雑誌・写真集・DVD）
- 広告スチール撮影・スチール撮影全般
- ショッピングサイトの運営

その他、上記の一切を含んだ業務

## 実績一覧

### DVD制作
- GO!!GO!!清純スクールファイブ（企画・制作）
出演者：金井アヤ、木嶋のりこ、鈴木ゆき、富田吏菜、伊藤百合南
- 101匹萌えタンの取扱説明書（企画・制作・販売）
- 101匹萌えタン5時間目特別公演（企画・制作・販売）
- 汗ダク!特モリ! 101匹萌えタン!（制作）
- イメージビデオ（SmashTV）[2][3]

### アイドルプロジェクト・イベント
- 101匹萌えタン（企画・制作・プロデュース）
- 101匹萌えタン5時間目特別公演（企画・制作・プロデュース）
- はにとら学園（イベント企画・プロデュース）

### 携帯サイト
- 100ぱーせんと美少女図鑑（制作）
- ケータイ写真集美女★取り放題（制作）
- 究極アイドルマニア（キャスティング）
- 大人のグラビアMAX（キャスティング）
- 大人の妄想グラビア（キャスティング）
- 限界グラビアクイーン（制作）

### 雑誌
- POSITION（表紙・巻頭ページ撮影）
- ほくまん（表紙撮影）

### キャスティング
- グラビアDVD、WEB、携帯コンテンツ
- 石川テレビ主催「笑いのラッシュアワー」イベント（キャスティング）
  - U字工事
  - バカリズム
  - ハイキングウォーキング
  - ムーディ勝山
  - にしおかすみこ
  - 藤崎マーケット
  - タイムマシーン3号
  - キャン×キャン
  - ラバーガール
  - 流れ星
  - 瞬間メタルほか
- その他各種イベント
  - 小倉優子
  - ダンディ坂野ほか多数

### WEB制作・運営業務
- 101匹萌えタン（制作）
- アクアスWEBショップ（グラビア写真集・DVD・アイドルグッズ販売サイト）
- 月刊宝島城（コンテンツ撮影）

### デザイン・制作業務
- WEB、CDジャケット、チラシ、ポスター、商業印刷物等のデザイン